# أونيفري
أونيفري، (بالإنجليزية: Oniferi)، (سردينيا: Onieri) هي بلدية، في مقاطعة نوورو في المنطقة الإيطالية سردينيا، وتقع على بعد حوالي 120 كيلومترا (75 ميل) إلى الشمال من كالياري، وحوالي 15 كيلومترا (9 ميل) جنوب غرب نوورو.

## السكان
في سنة 1861 بلغ عدد السكان 670 نسمة، وتطور العدد ليصل في سنة 2011 لـ 925 نسمة.
يظهر هذا المخطط البياني تطور النمو السكاني لـ أونيفري